# Suzana e os Anciões (1610)
Suzana e os anciões (Susanna e i vecchioni, em italiano) é a primeira pintura da artista italiana Artemisia Gentileschi, de  1610-1611. O óleo sobre tela foi realizado, quando a artista tinha apenas 17 anos. Atualmente, a obra figura na coleção Schloss Weißenstein, em Pommersfelden, Alemanha. Suas medidas são 170 centímetros de altura e 121 centímetros de largura.
Retrata a história de Suzana do Livro de Daniel. Na história, dois anciões ameaçam denunciar que ela estava sozinha com um rapaz no seu jardim, a menos que ela tenha relações sexuais com eles. A situação foi retratada por outros pintores, incluindo Tintoretto, Rembrandt e Peter Paul Rubens. É uma de várias pinturas de Artemisia Gentileschi sobre esse caso.

## Análise
Acredita-se que acontecimentos na vida pessoal de Artemísia fizeram a artista escolher o episódio do estupro de Susana para representar. Aos 17 anos, a jovem foi estuprada por Agostino Tassi. O acontecimento transformou a sua vida e influenciou seu trabalho em praticamente todas as suas obras. A artista constantemente pintava cenas em que homens são atacados por mulheres em busca de vingança, como em Judite decapitando Holofernes e suas várias versões.
Muitos outros artistas retrataram este episódio da Bíblia. Alguns pintaram o momento em que Susana é abusada e outros reproduziram o confronto entre a personagem principal e os anciões. A representação escolhida por Artemísia cai nesta segunda categoria..
Há suposição de que este seja um autorretrato da artista.